# Petőfiszállás
Petőfiszállás é um município da Hungria, situado no condado de Bács-Kiskun. Tem 67,79 km² de área e sua população em 2015 foi estimada em 1.399 habitantes.